# くま川鉄道湯前線
湯前線（ゆのまえせん）は、熊本県人吉市の人吉温泉駅から熊本県球磨郡湯前町の湯前駅に至るくま川鉄道の鉄道路線である。
旧国鉄特定地方交通線であった九州旅客鉄道（JR九州）湯前線を転換して開業した路線。人吉盆地の東西を結んでいる。

## 路線データ
- 管轄（事業種別）：くま川鉄道（第一種鉄道事業者）
- 路線距離（営業キロ）：24.8 km
- 軌間：1067 mm
- 駅数：14駅（起終点駅含む）
- 複線区間：なし（全線単線）
- 電化区間：なし（全線非電化）
- 閉塞方式：タブレット閉塞式（人吉温泉 - あさぎり間）、スタフ閉塞式（あさぎり - 湯前間）
  - 交換可能駅：1（あさぎり）
- 保安装置：ATS-SK
- 最高速度：85 km/h[1]

## 利用状況
沿線に複数の高等学校があり、高校生の通学利用が8割と大半を占める。
輸送人員は減少傾向にあるが、沿線の県立多良木高等学校が統廃合のため2017年度をもって募集を停止したことにより、近隣から高等学校が消滅した多良木町・湯前町から人吉温泉駅方面への利用が増え、定期利用者に限っては2015年の約51万9千人から、2017年には約60万2千人に増加している。

### 輸送実績
湯前線の輸送実績を下表に記す。
表中、輸送人員の単位は万人。輸送人員は年度での値。表中、最高値を赤色で、最高値を記録した年度以降の最低値を青色で、最高値を記録した年度以前の最低値を緑色で表記している。
| 年度別輸送実績     | 年度別輸送実績                  | 年度別輸送実績                  | 年度別輸送実績                  | 年度別輸送実績                  | 年度別輸送実績  | 年度別輸送実績 |
| 年 度              | 輸送実績（乗車人員）：万人/年度 | 輸送実績（乗車人員）：万人/年度 | 輸送実績（乗車人員）：万人/年度 | 輸送実績（乗車人員）：万人/年度 | 輸送密度 人/1日 | 特 記 事 項    |
| ------------------ | ------------------------------- | ------------------------------- | ------------------------------- | ------------------------------- | --------------- | -------------- |
| 年 度              | 通 勤 定 期                     | 通 学 定 期                     | 定期外                          | 合 計                           | 輸送密度 人/1日 | 特 記 事 項    |
| 2005年（平成17年） |                                 |                                 | 15.7                            | 91.8                            |                 |                |
| 2006年（平成18年） |                                 |                                 |                                 |                                 |                 |                |
| 2007年（平成19年） |                                 |                                 |                                 |                                 |                 |                |
| 2008年（平成20年） |                                 | 66.0                            | 15.7                            | 82.6                            |                 |                |
| 2009年（平成21年） |                                 |                                 | 16.7                            | 79.8                            |                 |                |
| 2010年（平成22年） |                                 |                                 | 15.8                            | 76.0                            |                 |                |
| 2011年（平成23年） |                                 |                                 | 15.3                            | 72.7                            |                 |                |
| 2012年（平成24年） | 1.7                             | 56.3                            | 16.0                            | 74.0                            | 1,149           |                |
| 2013年（平成25年） | 1.9                             | 54.4                            | 16.0                            | 72.3                            | 1,121           |                |
| 2014年（平成26年） | 1.5                             | 52.4                            | 15.9                            | 69.8                            | 1,083           |                |
| 2015年（平成27年） | 1.6                             | 52.0                            | 15.8                            | 69.4                            | 1,073           |                |
| 2016年（平成28年） | 1.8                             | 55.9                            | 13.5                            | 71.2                            | 1,108           |                |
| 2017年（平成29年） | 2.0                             | 60.2                            | 13.2                            | 75.4                            | 1,173           |                |
| 2018年（平成30年） | 1.8                             | 62.0                            | 12.8                            | 76.6                            | 1,193           |                |
| 2019年（令和元年） | 1.8                             | 56.1                            | 13.1                            | 71.0                            | 1,104           |                |
| 2020年（令和2年）  | 0.6                             | 39.0                            | 2.9                             | 42.5                            | 667             |                |
| 2021年（令和3年）  |                                 |                                 | 4.1                             | 45.2                            | 708             |                |

## 運行形態
転換前は八代駅までの肥薩線直通運転があり、さらに1993年頃まで急行「くまがわ」上り1本が湯前線内を普通列車として運転されていたが、以後はすべて線内折り返し運転であり、1 - 2時間に1本程度（2014年3月15日改正時点で1日あたり定期列車14往復と後述の観光列車1往復。平日、休日とも同じダイヤ）の運行になっている。日中は並行する産交バスの方が本数が多い。また、転換後から22時台に上り最終列車として途中多良木駅・免田駅（現・あさぎり駅）・相良藩願成寺駅の3駅のみに停車する快速が運転されていたが、2009年3月14日のダイヤ改正で各駅停車になった。1両編成（単行運用）の列車はワンマン運転を実施し、2両編成以上の列車には車掌が乗務する。
八代 - 湯前間直通列車で使用された行先標（サボ）
- 「湯前行」サボ
- 「八代行」サボ

### 観光列車
2009年4月から2016年6月まで一部の列車に観光車両「KUMA1」「KUMA2」が使用されていた。
2014年3月15日からは昼間にKT-500形車両「田園シンフォニー」による観光列車が運転されていた。2017年3月改正時点では土休日に下り人吉温泉発湯前行きのみの運転となっている。2019年から列車名が「観光列車はぴねすトレイン」となった。観光列車は他の列車よりも速度を落として運転する。当初、観光列車は相良藩願成寺駅・肥後西村駅・東免田駅・公立病院前駅・新鶴羽駅を通過していたが、2015年3月14日のダイヤ改正時点では全駅に停車するようになっている。全車座席指定で、2019年10月1日時点の発売額は運賃（往復の場合は一日乗車券）・座席指定料金・はぴトレセット（専用絵馬、切手付きオリジナルポストカード、サインペン）のセットで片道1500円、往復2000円（いずれも大人）である。往復の場合は一日乗車券がセットされるので他の列車も終日利用できた。
2020年3月8日をもって観光列車の定期運転が終了。以後は貸切や団体のみでの運転となる。

## 歴史
改正鉄道敷設法によって湯前駅から妻線の杉安駅まで延伸が計画されていたが、建設されぬまま宮崎県側の佐土原 - 杉安間の妻線は1984年に廃止された。湯前駅から西米良村の村所を経て杉安駅・西都バスセンター間を結んでいたJR九州バスの日肥線も1996年に湯前駅 - 村所が西米良村営バス、1998年に村所 - 西都バスセンター間が宮崎交通バスに移管された。
- 1924年（大正13年）3月30日：湯前線として人吉 - 湯前間が開業、肥後西村・一武・免田・多良木・湯前の各駅を新設。
- 1937年（昭和12年）4月1日：東人吉駅を新設。
- 1953年（昭和28年）7月15日：川村・木上の両駅を新設。
- 1963年（昭和38年）4月5日：東免田・東多良木の両駅を新設。
- 1970年（昭和45年）11月15日：湯前駅構内で入換中の貨車2両が本線に進入して暴走。多良木駅手前に停車していたディーゼルカーと衝突して91人が負傷する事故が発生[13]。
- 1974年（昭和49年）10月1日：多良木 - 湯前間の貨物営業を廃止。
- 1980年（昭和55年）6月1日：人吉 - 多良木間の貨物営業を廃止。
- 1987年（昭和62年）
  - 2月3日：第3次特定地方交通線として廃止承認。
  - 4月1日：国鉄分割民営化にともない九州旅客鉄道が承継。
- 1989年（平成元年）
  - 2月27日：第三セクター鉄道への転換が決定。
  - 10月1日：くま川鉄道に転換[14][15]、東人吉駅を相良藩願成寺駅に改称[15]、おかどめ幸福・公立病院前・新鶴羽の各駅を新設[15]。
- 1995年（平成7年）
  - 7月4日：午後4時56分、相良藩願成寺 - 川村間の線路が陥没しているところに人吉行き列車が通りがかり脱線転覆する事故[16][17]。乗客は乗っておらず、乗員2名が軽傷。これにより全線不通となる[17]。
  - 7月6日：肥後西村 - 湯前間で運転再開[18]。その後、川村 - 肥後西村間も運転再開する[19]。
  - 7月13日：全線復旧[19]。
- 1996年（平成8年）
  - 7月1日：おかどめ幸福 - 免田駅間の免田川橋梁が大雨により橋脚3基が傾いているのを下り始発列車の運転士が発見して緊急停止[20]。人吉 - おかどめ幸福間で折り返し運行となり、おかどめ幸福 - 湯前間はバス代行となる[21]。
  - 7月3日：午後4時ごろ、相良藩願成寺 - 川村間の築堤が崩壊し、全線不通となる[22][23]。
  - 7月8日：人吉 - おかどめ幸福間で運転再開し、おかどめ幸福 - 湯前間はバス代行となる[24]。
  - 10月1日：全線復旧[25]。
- 2009年（平成21年）4月1日：免田駅をあさぎり駅に、人吉駅を人吉温泉駅にそれぞれ改称。
- 2020年（令和2年）
  - 7月4日：令和2年7月豪雨の影響で、球磨川第四橋梁等の多くの設備が流出及び浸水し、全線で不通となる[26]。
  - 8月27日：鉄道事業の復旧を決定[27]。
- 2021年（令和3年）11月28日：肥後西村 - 湯前間が運転再開[28]。
- 2026年（令和8年）：人吉温泉 - 肥後西村間の運転再開、全線復旧予定[29]。

## 駅一覧
- 全駅が熊本県に所在。また、人吉市以外は全町村球磨郡に属する。
- 全列車とも各駅に停車する。
- （）内は旧駅名。*印は転換時以降に設置された新駅
- 駅名欄の背景色が■である駅（人吉温泉駅 - 肥後西村駅）は令和2年7月豪雨の影響により不通となっている区間の駅を示す（2021年11月28日現在）[28]。
- 線路（全線単線） … ◇・∨：列車交換可能、｜：列車交換不可

| 駅番号 | 駅名                        | 駅間 営業 キロ | 累計 営業 キロ | 接続路線                        | 線路 | 所在地     |
| ------ | --------------------------- | -------------- | -------------- | ------------------------------- | ---- | ---------- |
| 1      | 人吉温泉駅 （人吉駅）       | -              | 0.0            | 九州旅客鉄道：■肥薩線（人吉駅） | ∨    | 人吉市     |
| 2      | 相良藩願成寺駅 （東人吉駅） | 1.5            | 1.5            |                                 | ｜   | 人吉市     |
| 3      | 川村駅                      | 2.9            | 4.4            |                                 | ｜   | 相良村     |
| 4      | 肥後西村駅                  | 1.4            | 5.8            |                                 | ｜   | 錦町       |
| 5      | 一武駅                      | 3.4            | 9.2            |                                 | ｜   | 錦町       |
| 6      | 木上駅                      | 2.1            | 11.3           |                                 | ｜   | 錦町       |
| 7      | *おかどめ幸福駅             | 1.7            | 13.0           |                                 | ｜   | あさぎり町 |
| 8      | あさぎり駅 （免田駅）       | 2.0            | 15.0           |                                 | ◇    | あさぎり町 |
| 9      | 東免田駅                    | 2.4            | 17.4           |                                 | ｜   | あさぎり町 |
| 10     | *公立病院前駅               | 1.1            | 18.5           |                                 | ｜   | 多良木町   |
| 11     | 多良木駅                    | 1.3            | 19.8           |                                 | ｜   | 多良木町   |
| 12     | 東多良木駅                  | 1.9            | 21.7           |                                 | ｜   | 多良木町   |
| 13     | *新鶴羽駅                   | 1.6            | 23.3           |                                 | ｜   | 多良木町   |
| 14     | 湯前駅                      | 1.5            | 24.8           |                                 | ｜   | 湯前町     |

- 14ある駅のうち、改札業務などを行う有人駅は、人吉温泉・相良藩願成寺・あさぎり・多良木・湯前の5駅。その他の駅は無人駅である。

## 文化財
以下の施設が国の登録有形文化財に登録されている。
- 御溝橋梁
- 大王川橋梁
- 石清水アーチ橋
- 川村駅待合所
- 球磨川第四橋梁
- 第一高柱川橋梁
- 第二高柱川橋梁
- 内門橋梁
- 第二覚井橋梁
- 木上駅待合所及びプラットホーム
- 崖下橋梁
- 免田川橋梁
- 井口川橋梁
- 宮田橋梁
- 平原アーチ橋
- 東多良木駅待合所及びプラットホーム
- 百太郎橋梁
- 高橋川橋梁
- 湯前駅本屋